# Rocket Boys
Rocket Boys est le premier d'une série de trois livres autobiographiques rédigés par Homer Hickam. Il raconte l'histoire d'un garçon grandissant dans une ville minière et réalisant des fusées amateurs. Ce livre remporte le W.D. Weatherford Award en 1998, l'année de sa parution. Aujourd'hui, c'est l'un des livres les plus lus des États-Unis, et il y est fréquemment étudié à l'école. Il a fait l'objet d'une adaptation au cinéma, Ciel d'octobre.